# 路易斯·阿瑟·约翰逊
路易斯·亚瑟·约翰逊（英語：Louis Arthur Johnson，1891年1月10日—1966年4月24日）是美國的一位律师、军官和政治家，民主党人，1949至1950年担任美国国防部长，曾涉及海军上将叛乱事件。